# Bananadina

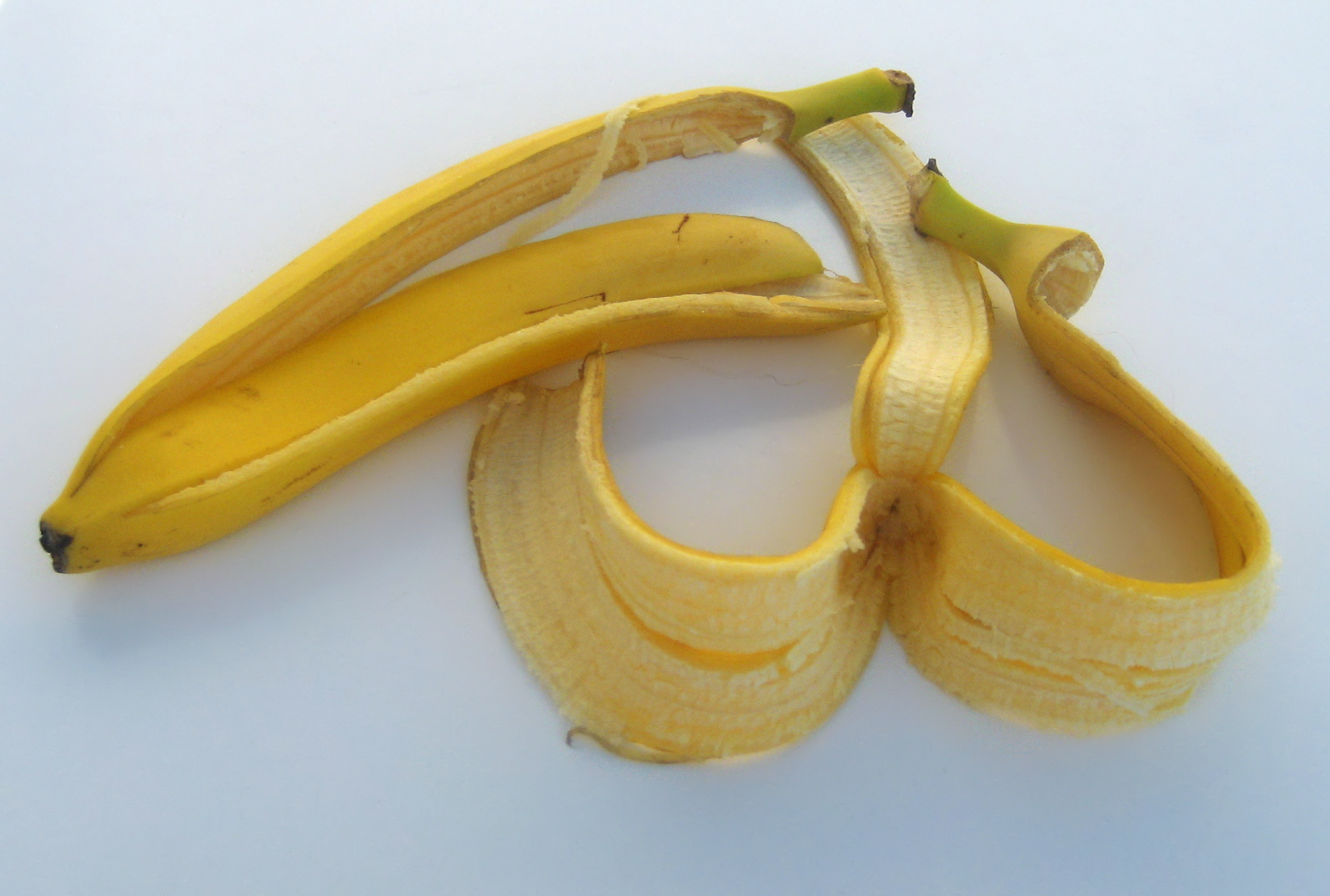
Cáscaras de bananas

La bananadina es una sustancia psicoactiva ficticia que supuestamente se extrae de las cáscaras de plátano. Una receta falsa para su «extracción» de la cáscara de plátano se publicó originalmente en Berkeley Barb en marzo de 1967.

## Historia e influencia
Pocos meses antes, se había lanzado el exitoso sencillo de Donovan «Mellow Yellow» (1966), y en la cultura popular de la época, se suponía que la canción trataba sobre fumar cáscaras de plátano. El 6 de agosto de 1967, poco después del lanzamiento de la canción, la bananadina apareció en un artículo de la revista New York Times titulado "Cool Talk About Hot Drugs".
Aunque el engaño original se diseñó para plantear preguntas sobre la ética de hacer ilegales las  drogas psicoactivas y enjuiciar a quienes las tomaron («¿y si el plátano común tuviera propiedades psicoactivas, cómo reaccionaría el gobierno?»), Cecil Adams informa en The Straight Dope:
Los servicios de cable, y después de ellos todo el país, se enamoró de él. Las «salidas de humo» se llevaron a cabo en Berkeley. El siguiente domingo de Pascua, informó el New York Times, «los beatniks y los estudiantes corearon 'banana-banana' en un 'be-in' en Central Park» y desfilaron cargando una banana de madera de dos pies. La Administración de Drogas y Alimentos anunció que estaba investigando «los posibles efectos alucinógenos de las cáscaras de plátano».
No obstante, la bananadina se hizo más conocida cuando William Powell, creyendo que el artículo de Berkeley Barb era cierto, reprodujo el método en The Anarchist Cookbook en 1970, bajo el nombre de "Musa sapientum Bananadine" (refiriéndose a la antigua nomenclatura binomial del plátano). En 1971, se publicó un libro de cómics de broma de una sola línea, que contenía un cómic en el que un adolescente entrega secretamente racimos de plátanos a un gorila del zoológico por la noche, diciendo la línea: «¡Solo tira las pieles, hombre!».